# Nemesnép
Nemesnép è un comune dell'Ungheria di 148 abitanti (dati 2001). È situato nella contea di Zala.